# Castello di Saché
Il castello di Saché è una dimora rinascimentale francese che si trova nel comune di Saché, a ovest di Tours. Il castello fu rinnovato nel XIX secolo dal suo proprietario dell'epoca, Jean de Margonne, il quale spesso ospitava Honoré de Balzac. Tra il 1825 e il 1848 il celebre scrittore vi soggiornò dieci volte, trovando il silenzio e l'austerità che, lontano dalla turbolenza della vita parigina e dalle preoccupazioni finanziarie, gli permettevano di lavorare dalle dodici alle sedici ore al giorno. Dal 1951 il castello ospita un museo dedicato allo scrittore e l'11 maggio 1932 è stato dichiarato monumento storico. Successivamente sono stati dichiarati monumenti storici la camera da letto di Balzac e il grande salone nel 1968; infine dal 1983 anche la sala da pranzo e la sua carta da parati.
Saché è tradizionalmente annoverato tra i castelli della Valle della Loira.

## Storia
Il castello di Saché è un'antica casa padronale ubicata a L'Île-Bouchard, comune francese della regione del Centro-Valle della Loira.
L'edificio principale del castello risale al XV secolo. Testimone di una lunga storia, questa dimora rinascimentale conserva ancora alcune tracce della sua costruzione medievale e delle successive modifiche apportate nel corso dei secoli; in particolare un'ala fu aggiunta nel XVII secolo, seguita da una seconda nel XVIII secolo. L'intero edificio fu ristrutturato nello stile del XIX secolo dal suo proprietario di allora, Jean de Margonne, che lo ereditò dalla nonna nel 1812 e che a seguire vi si recò in vacanza con la moglie Anne Savary.
Dopo essere appartenuto alle famiglie Estave, Bodin e poi Lecoy (a cui lo scrittore René Benjamin era legato grazie al matrimonio celebrato nel 1916 con Élisabeth Lecoy), nel 1921 il castello fu acquistato da Maurice Suzor, che lo vendette a Paul Métadier nel 1926; nel 1951 quest'ultimo assieme al figlio Bernard-Paul creò un museo dedicato a Honoré de Balzac. Nel 1958 la famiglia Métadier donò il castello e le sue collezioni all'allora Consiglio generale dell'Indre-et-Loire.

## Descrizione

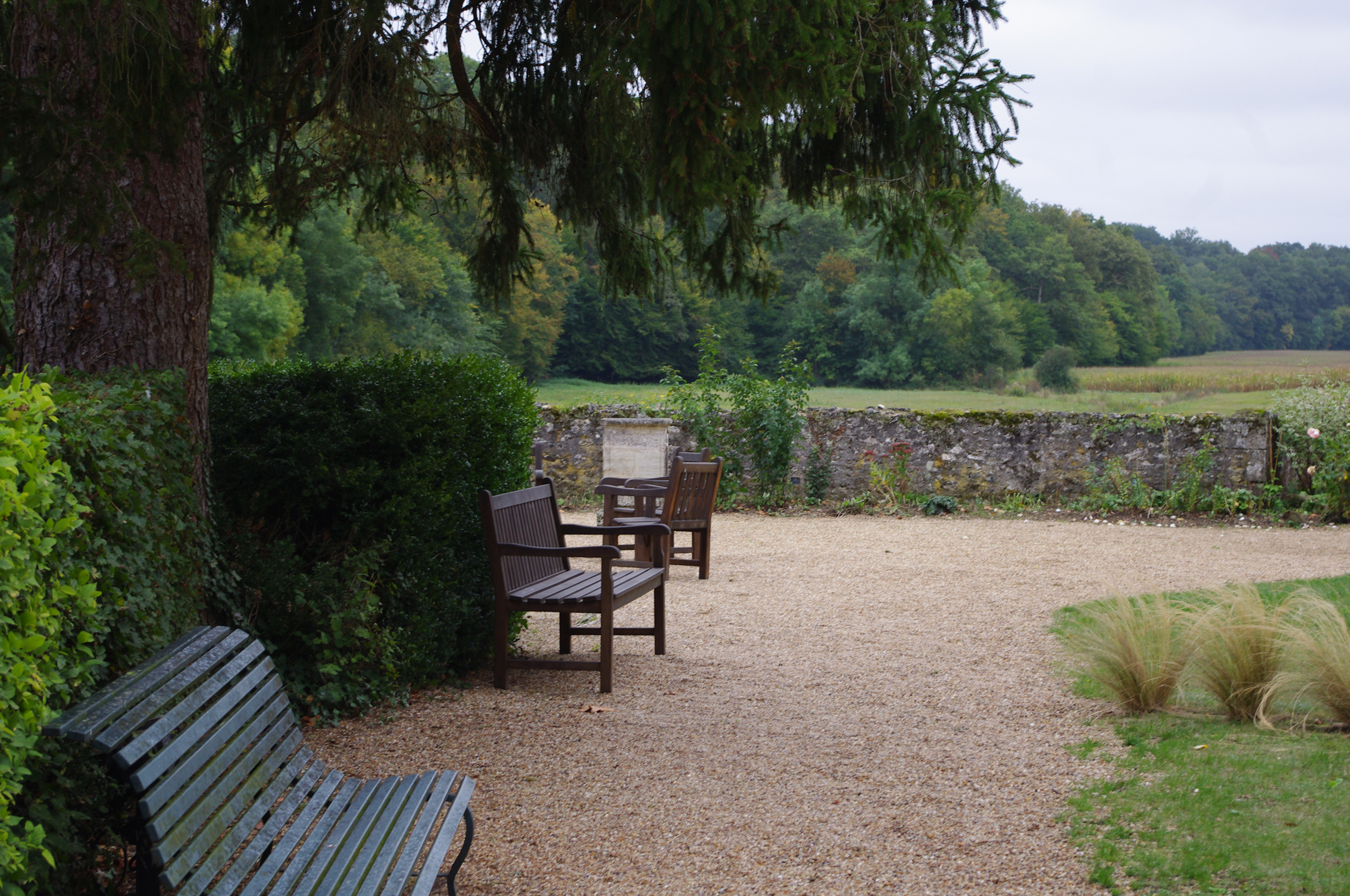
Giardino a Saché

Del castello originario rimangono: una parte del fossato; una torre cilindrica, vestigia dell'antico recinto; la base di un'altra torre, incorporata nel castello attuale. Il castello è situato all'interno di un parco di due ettari che invita a contemplare i paesaggi della valle dell'Indre, ispiratori del celebre romanzo Il giglio della valle.

## Museo Balzac a Saché

### Honoré de Balzac a Saché

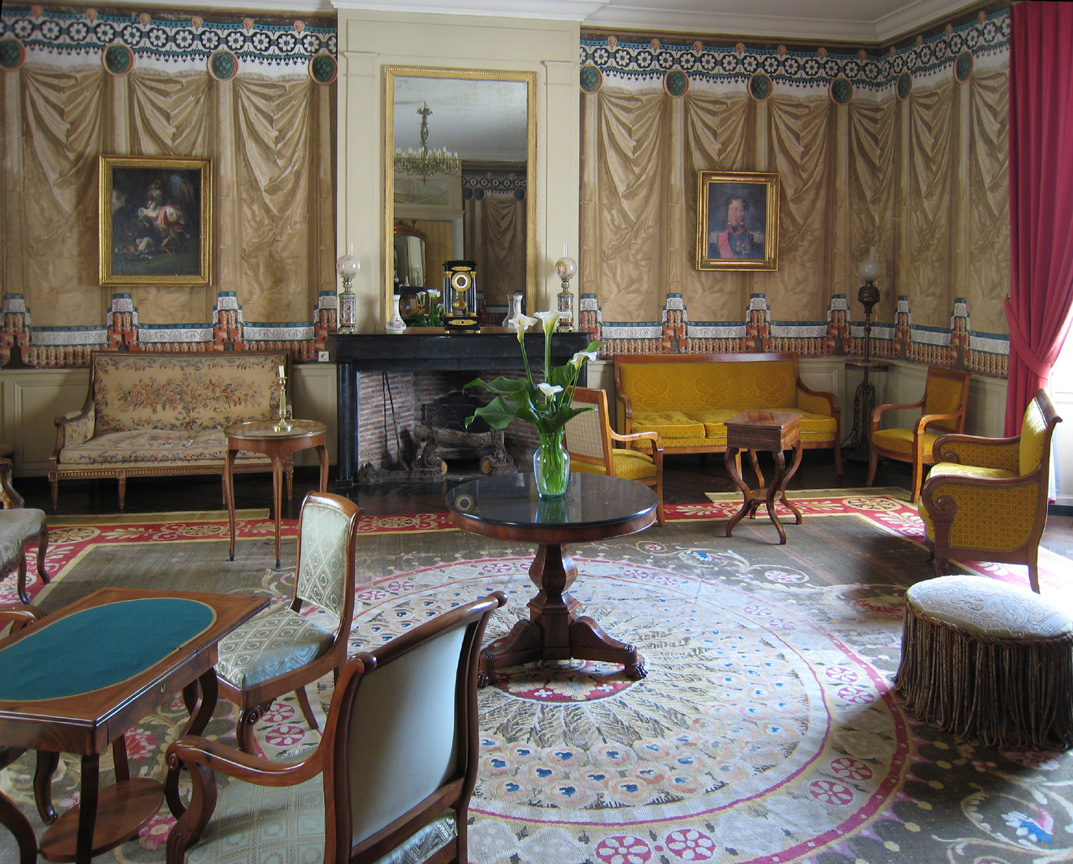
Salone

Nato a Tours nel 1799, Honoré de Balzac si trasferì a Parigi all'età di 14 anni. Tra il 1825 e il 1848 il romanziere soggiornò a Saché una decina di volte. Per lui Saché non fu solo un rifugio dai creditori, ma anche un "monastero" in cui godere della pace e della tranquillità per scrivere e ricaricarsi. A partire dagli anni Trenta del XIX secolo, lo scrittore soffrì di problemi polmonari e cardiaci. Il suo medico, il dottor Nacquart, gli ordinava regolarmente di «respirare l'aria nativa» per riprendersi dalla vita frenetica di Parigi. Le visite di Balzac a Saché erano talvolta intervallate da lunghe passeggiate nei boschi secolari della tenuta, da visite ai castellani dei dintorni o da partite di whist o di trictrac con Jean Margonne.
Honoré de Balzac conobbe Saché attraverso i suoi genitori, che frequentavano i castellani di Margonne. Si pensa che il fratello di Honoré, Henry, sia il figlio adultero di Jean de Margonne e Anne-Charlotte-Laure Sallambier, madre dello scrittore. Jean de Margonne era il genero di M. Savary, che viveva a Vouvray e al quale Balzac dedicò La pelle di Zigrino. Honoré soggiornò a Saché una decina di volte tra il 1825 e il 1848, il che equivale a circa un anno di permanenza se si considerano tutte le visite. Quando Balzac voleva fuggire da Parigi, perché perseguitato dai creditori o perché esausto, si recava a Saché, che fu la principale fonte di ispirazione per il romanzo Il giglio della valle, la cui trama è ambientata nel cuore della valle dell'Indre. Il castello di Saché fu anche l'ambientazione di una decine di opere della Commedia umana, tra cui Papà Goriot, Illusioni perdute e Storia della grandezza e della decadenza di Cesare Birotteau, solo per citare le più famose.

### Storia del museo

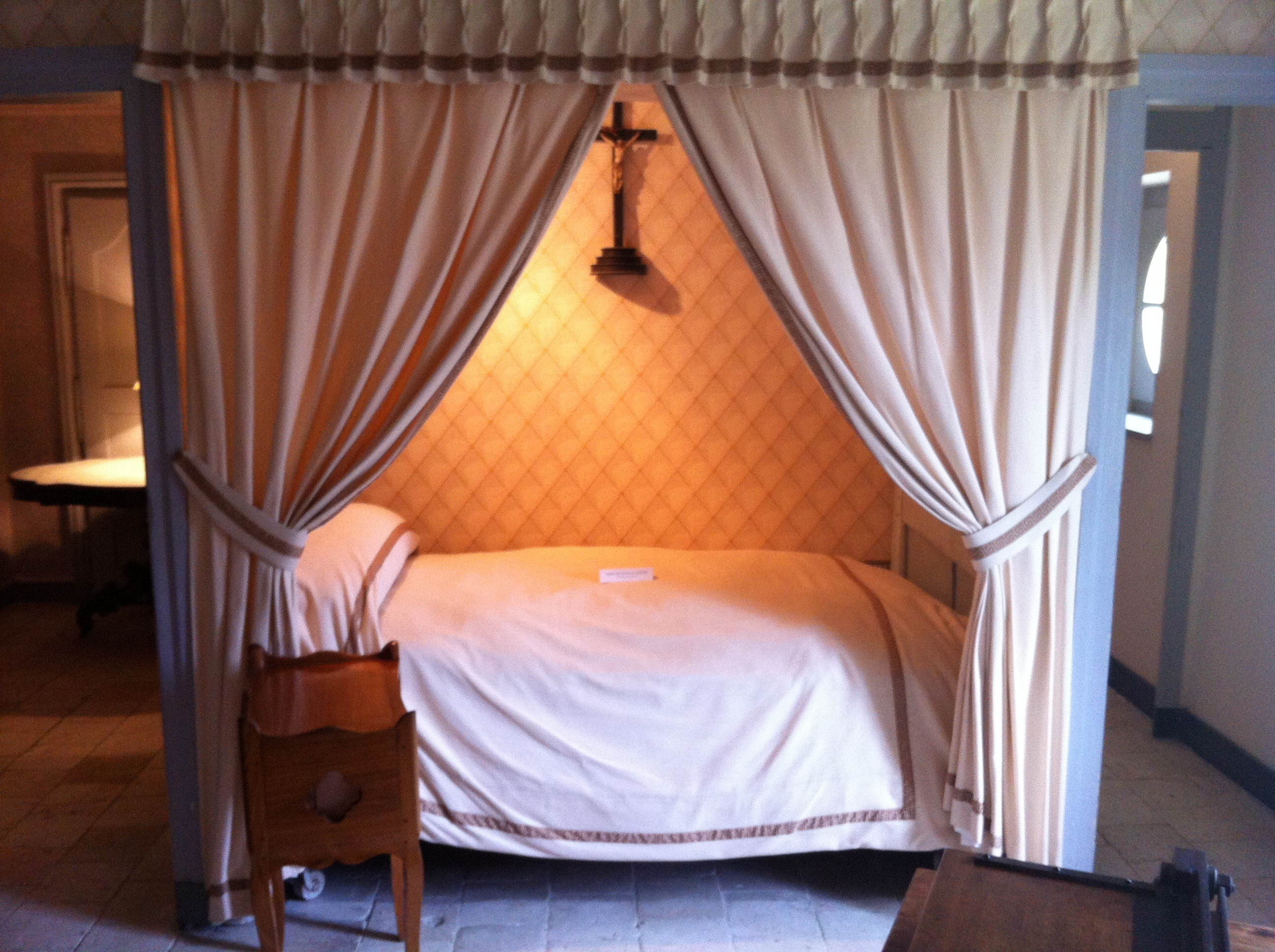
Letto di Balzac

Già negli anni Trenta Paul Métadier progettava di trasformare il castello di Saché in una residenza per scrittori ma suo figlio Bernard-Paul, appassionato di Balzac, propose la creazione di un museo dedicato al celebre scrittore.
Nel 1943 Paul Métadier così spiegava i suoi piani a un giornalista:
(Paul Métadier)

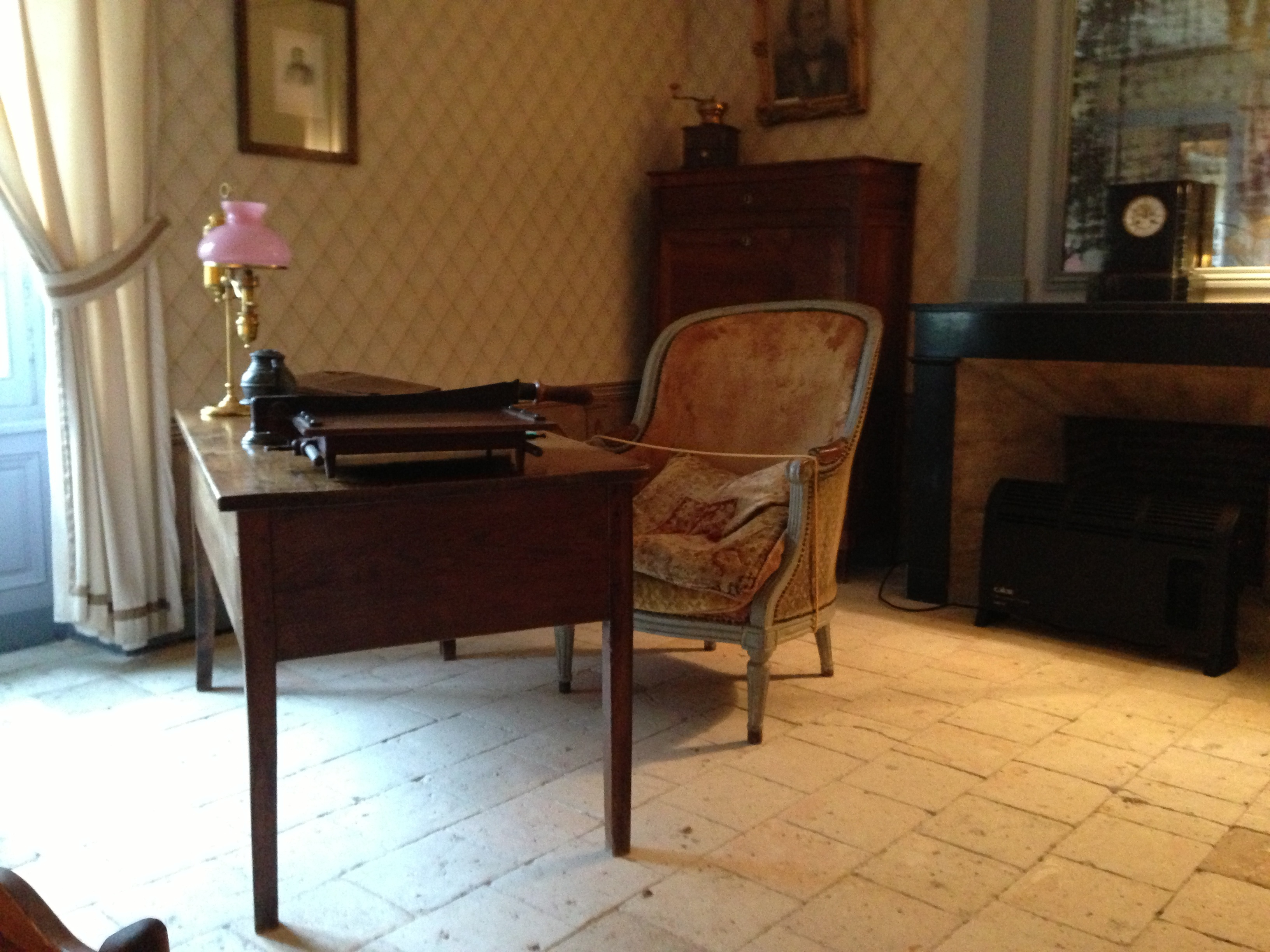
Scrittoio di Balzac

Bernard-Paul Métadier spiegava in un'intervista:
(Bernard-Paul Métadier)
Il museo fu inaugurato il 29 aprile 1951 alla presenza di Georges Duhamel e Paul Vialar. Al momento della sua realizzazione disponeva solo di alcune stanze, tra cui le sale di ricevimento e la camera da letto di Balzac.
Nel 1958 la famiglia Métadier donò il castello e le prime collezioni del Musée Balzac all'allora Consiglio generale dell'Indre-et-Loire. Bernard-Paul Métadier, noto come Paul Métadier, rimase curatore del museo fino al 2001.
Dal 1964 all'inizio degli anni Settanta furono realizzati importanti lavori per mettere in sicurezza l'edificio, renderlo accessibile al pubblico e adattarlo alla creazione di spazi museali.

### Collezioni

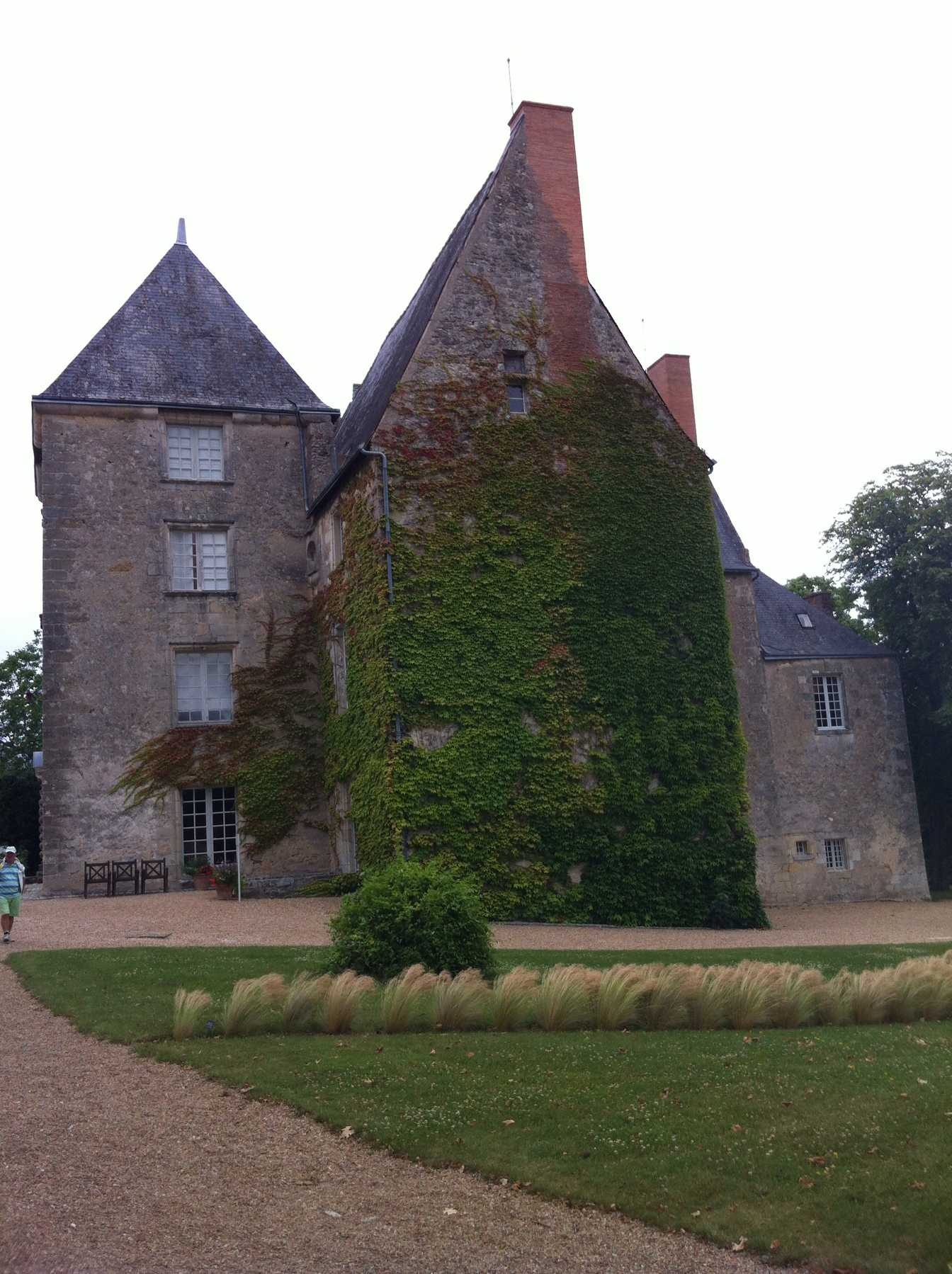
Museo Balzac

Il museo dedicato allo scrittore è formato dalle sale, che ricreano le ambientazioni dei suoi romanzi, e dalla sua camera da letto, che contiene nell'alcova un piccolo letto rivestito di cortine color cremisi, una poltrona bassa e larga e, accanto alla finestra, l'ampia scrivania, completa di tagliacarte e accendino a olio di balena. Le ricostruzioni letterarie comprendono gli interni immaginari del castello di Clochegourde (sala da pranzo e salotto), la stanza del parroco di Tours, il boudoir di Foedora (La pelle di Zigrino) e lo studio dell'avvocato Derville (Il Colonnello Chabert).
Il museo ospita circa 2.300 pezzi: sculture (tra cui diversi gessi originali di Auguste Rodin), dipinti, edizioni antiche, manoscritti (tra cui tre raccolte di bozze corrette del Giglio della valle), stampe, disegni e fotografie.
Nel 2011 il castello ha ottenuto la certificazione di Maisons des Illustres. È stato inoltre insignito del titolo di Musée de France. Nel 2015 il Consiglio dipartimentale d'Indre-et-Loire, in collaborazione con il Mobilier national (istituzione pubblica francese dipendente dal Ministero della cultura), ha rinnovato le collezioni balzachiane del salotto e della sala da pranzo, evocando l'atmosfera dello Château de Clochegourde immaginato da Balzac nel Giglio della valle: un tavolo da trictrac, il telaio di Madame de Morsauf, delle tende in percalle bianco bordate da una semplice treccia, dei coprisedie, una credenza Boulle, delle sedie in legno intagliato Luigi XIV, dei vasi in porcellana bianca con filetti d'oro e dell'argenteria di famiglia.